# Опівнічне небо
«Опівнічне небо» (англ. The Midnight Sky) — науково-фантастичний фільм, режисером та виконавцем головної ролі став Джордж Клуні. Знятий за романом «Доброго ранку, опівноче» письменниці Лілі Брукс-Долтон.

## Сюжет
Вчений на ім'я Августин у постапокаліптичній Арктиці щосили намагається встановити контакт з прибуваючим космічним кораблем для того, щоб перешкодити Саллі і її колегам-астронавтам повернутися додому, на рідну планету, на якій сталася загадкова всесвітня катастрофа.

## У ролях
- Джордж Клуні — Августин Лофтхаус
  - Ітан Пек — молодий Августин Лофтхаус
- Фелісіті Джонс — Саллі Рембшир
- Девід Ойелоуо — командир Тому Ейдуол
- Тіффані Бун — Майя Пітерс
- Деміан Бичир — Санчес
- Кайл Чендлер — Мітчелл
- Каойлінн Спрінгелл — Айріс
- Софі Рандл — Жан Салліван
- Тім Расс — Брендан Грір
- Міріам Шор

## Український дубляж
- Юрій Гребельник — Авґустін
- Дмитро Гаврилов — Молодий Авґустін
- Катерина Наземцева — Саллі
- Роман Чорний — Адеволє
- А також: Олег Лепенець, Людмила Петриченко, Михайло Войчук, Оксана Гринько, Єфросінія Мельник, Валентина Сова, Кирило Татарченко, Анастасія Павленко, Вячеслав Хостікоєв, Аліна Проценко

Фільм дубльовано студією «Postmodern» на замовлення компанії «Netflix» у 2021 році.
- Режисер дубляжу — Людмила Петриченко
- Перекладач — Олексій Зражевський
- Звукооператор — Олександр Притчин
- Спеціаліст зі зведення звуку — Сергій Александров
- Менеджер проєкту — Валерія Антонова

## Створення
У червні 2019 року було оголошено про те, що Джордж Клуні буде режисирувати фільм і, до того ж, виконувати в ньому головну роль. Netflix буде поширювати фільм, а зйомки почнуться в жовтні. Фелісіті Джонс була прийнята в акторський склад в липні, а Кайл Чендлер і Девід Ойелоуо приєдналися в серпні. Тіффані Бун і Кайолінн Спрінгелл були прийняті в жовтні.
Зйомки почалися 21 жовтня 2019 року.

## Вихід
Вихід фільму запланований на 23 грудня 2020 року.